# 社會主義社會
社會主義社會（英語：Socialist mode of production）是一種社會形態，一般指用馬克思主義理論指導，重視社會福利，採用生产资料公有制，通常实行无产阶级专政，由工人階級領導的社會。按照馬克思主義理論，社會主義社會是資本主義社會向共產主義社會的過渡性社會型態。在社會主義社會，經濟成果是根據按勞取酬的原則分配（即“各尽所能，按劳分配”）。

## 參见
- 資本主義
- 共產主義